# シェハリオンの実験

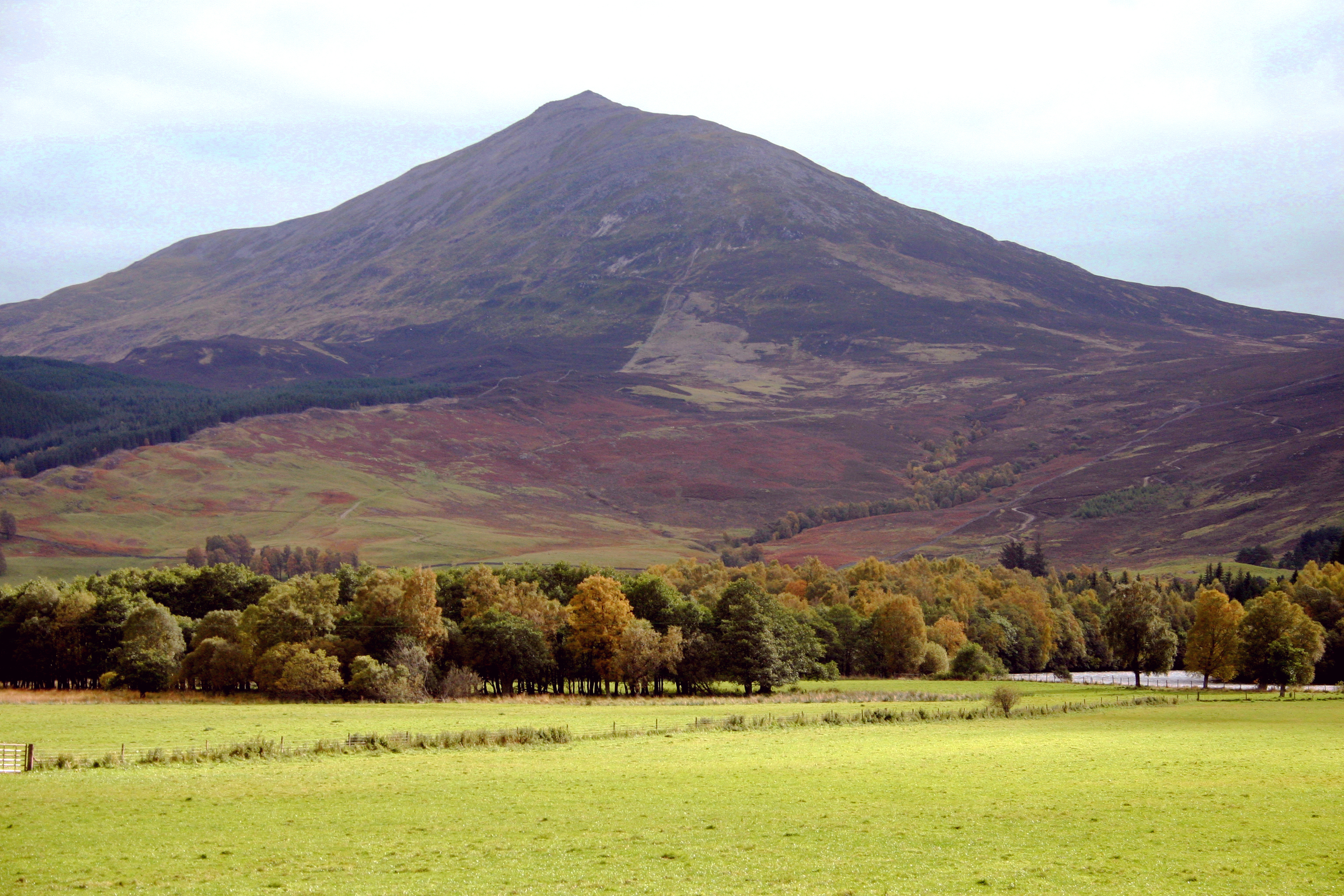
実験に寄与したシェハリオン山 の孤立性と形状対称性

シェハリオンの実験（シェハリオンのじっけん、英: Schiehallion experiment）とはネヴィル・マスケリンにより1774年に実施された地球の平均密度の計測を目的とした実験である。王立協会からの研究費を得て同年夏、スコットランド・(旧)パースシャイアにあるシェハリオン山 (en) を含む山岳地帯で実施された。本実験は、振り子 (本来は振らさずに静止させる「下げ振り」であるが以下では「振り子」と表現する) における、近傍にある山の引力に起因する、真の鉛直方向からの微小な変位角を計測するものである。シェハリオン山は、複数の選定候補の山の中で、その孤立性・ほぼ対称な形状など、理想的な実験立地にあると考えられていた。
本実験計画はかつてアイザック・ニュートンによってニュートンの万有引力の法則の実証的実験として王立協会へ申請がされるも、棄却されていたものである。その後、王立協会の科学者チーム、特に王室天文官であったネヴィル・マスケリンは本実験の計測可能性を見いだし、実験計画を引き継ぐこととした。振り子の変位角は、地球と山の相対密度と相対体積によって決定される。すなわち、もしシェハリオン山の密度と体積が分かれば、地球の密度も分かることとなる。さらに地球の密度が既知となれば、相対比のみが既知であった地球の他の天体すなわちその衛星である月や太陽の密度も近似的に知ることが期待された。また実験の副産物として地図測量に対してシェハリオン山の等高線を提供し、その調査を簡易化することができた。

## 背景
振り子は対称形の重力場中に真っ直ぐに吊り下げられている。ここで山のような十分に巨大な質量が近傍にあれば、その引力によって振り子のワイヤーは真の鉛直方向に対して僅かにずれる。例えば星のような既知の物体に対する振り子のワイヤーの角度の変位が山の両側から慎重に計測される。もし山の質量が、山の体積とその岩石の平均密度とは独立に得られるなら、それらの値の補外により地球の平均密度、さらに質量を得ることができる。
アイザック・ニュートンはプリンキピアでこのような効果を考察していたが、当初そこでは現実の山がもたらす効果は計測するためには変位角が小さすぎるだろうと悲観していた。彼はそのような引力の効果は惑星級の大きさで初めて計測できるものであろうと記していた。しかしこのニュートンの当初の悲観は根拠の無いもので、彼の計算では理想的な3マイル (約4,800m) の高さの山に対する変位角は 2 分以下であり、この角度は大変に微小ではあったものの、その時代の計測機器の能力範囲内であった。
ニュートンのアイディアを試す本実験は、ニュートンの万有引力の法則を証明するとともに、地球の質量と密度の推定値を与える。この時代では天体の質量は相対比率しか既知でなかったので、地球の質量の決定は他の惑星、それらの衛星 (月)、そして太陽の質量の有意な値をもたらすこととなる。この時点では実験家たちの目的ではなかったもののこのアイディアには万有引力定数 G の決定という意義もあったが、科学文献での G の値への言及はほぼ100年後まで待たなくてはならなかった。

## 本実験に適した山の選定

### チンボラソ火山 1738年

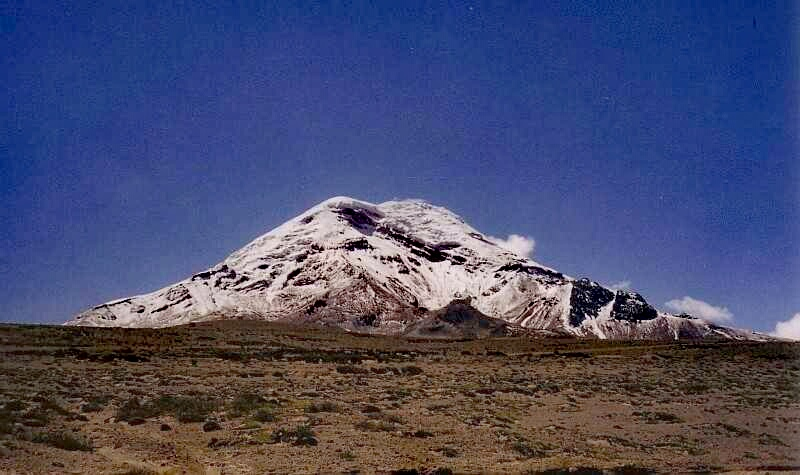
1738年のフランスの実験に用いられたチンボラソ火山

フランスの二人の天文学者、ピエール・ブーゲとシャルル＝マリー・ド・ラ・コンダミーヌはこの種の実験を最初に試みており、その測定は1738年にエクアドル[a]のチンボラソ火山 (6,268-メートル (20,564 ft)) で実施された。彼らの遠征では1735年にフランスから南米に向かい、地球の回転楕円体説の検証のため赤道付近の子午線上の緯度1度に相当する子午線弧長を測量したが、それは変位角実験の機会を利用したものであった。1738年12月、気候と地形による厳しい条件下で彼らは標高4,680mと4,340mにおいて二つの実験を挙行した。ブーゲは1749年の論文の中で、8 秒の変位角を検出することに成功した、と記しているが、その結果の重要性を控えめに表現しており、その実験結果はフランスあるいはイギリスにおいてさらに容易な条件の下での実験結果よりも良好であろうことを示唆している。エドモンド・ハレーを含む当時の思想家が指摘していた「地球が中空の殻ではありえないこと」が少なくともその実験によって証明された、とブーゲは追記している。

### シェハリオン山 1774年

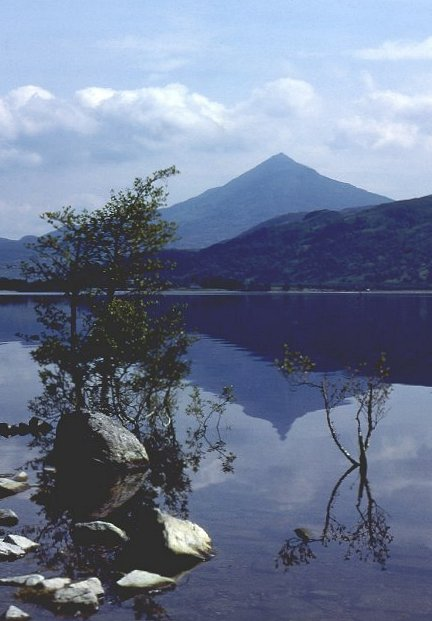
ラノック湖 (en) から望むシェハリオン山の対称形の尾根線

従来以上の試みとなる実験が、1772年に王室天文官ネヴィル・マスケリンによって王立協会に提案された。彼はこの実験が「これが実施された国として名誉となる実験だ」と示唆し、ヨークシャーのウエーンサイド (en)、カンバーランドのヘルヴェリン山 (en)からスキッドダウ山 (en) にかけての山塊を適切な候補地とした。王立協会はこれを審査するためのマスケリン、ジョセフ・バンクス、ベンジャミン・フランクリンからなる実行委員会を構成した。本委員会は実験地として適合する山の選定のために天文学者・調査官であるチャールズ・メイソン[b] (en) を派遣した。
長期にわたる選定調査の後、メイソンはスコットランド高地のテイ湖 (en)とラノック湖 (en)の間にそびえる標高 1,083 m (3,553 ft) のシェハリオン山 (Schiehallion, 当時のスペルは Schehallien) を最有力の候補として報告した。この山は隣接する丘陵から孤立した立地であり、それらからの引力の干渉を最小限にでき、尾根線形状の東西方向の対称性は諸計算を単純化させることができる。シェハリオン山の北部と南部の急斜面は山の重心の最寄りを実験サイトにして、変位角効果を最大にすることができる。
メイソンは1日あたり1ギニー (1.05ポンド) の手数料での実験委任の依頼を辞退した。その結果、マスケリンが王立天文官としての仕事から一時的に離れて本実験を担当することが認められた。マスケリンは本実験にあたった数学者・調査官であるチャールズ・ハットン (en) と王立グリニッジ天文台の数学者であるリューベン・バロー (en:Reuben Burrow) の助力を得た。彼ら天文学者たちのための観測所の建設と調査のための作業労働力が約束された。その科学者チームは金星の日面通過の観測のための1769年のジェームス・クックによる最初の航海 (en) で用いられた12インチ (30.48センチメートル) の真鍮製の象限儀、10フィート (3.05メートル) の扇形天頂儀、天体観測時の計時のためのレギュレータ (高精度振り子時計) を含む特に十分な天文観測装備が与えられた。また彼らは山の測量のための経緯儀やギュンターの鎖 (測量用鎖: en)、標高を計測するための気圧計も装備した。
イギリス王ジョージ三世の指示による、金星の日面通過の観測遠征での節約分の王立協会への振替により、この実験に対しては惜しみない財政的支援が可能となった。

## 測定

### 天文観測

変位角は天文測量で定められた真の 天頂方向 Z と振り子のワイヤーで決定される見かけの天頂方向 Z

観測所はシェハリオン山の北側と南側に建築され、物置と科学者たちの宿泊のための小屋も設置された[c]。しかし、労働力の大半に対しては簡易なテントで充てられた。マスケリンの天文的計測の指揮は最初のものであった。彼には、星が南向きに通過する正確な時刻での振り子のワイヤーによるみかけの天頂方向からのその星の天頂角を決定する必要があった。天候は時折、霧や雨のため好ましくなかった。しかし、南側の観測所からはひとつの方向で34の星について76回、北側の観測所からは39の星について93回の観測を行うことができた。山による変位角を測定するためには、観測される局所的な天頂方向のずれは緯度方向の変化と同様な角度のずれであるので、地球の曲面形状を考慮する必要がある。歳差、光行差、章動のような観測効果の考慮により、マスケリンはシェハリオン山の北側と南側での観測者に対する局所的な天頂方向の角度差が 54.6 秒であることを示した。調査隊はふたつの観測所の緯度差が 42.94" であることを示しているので、マスケリンはこの差と彼の観測値の精度にまるめることにより、北側と南側の変位角の合計が 11.6" であることを公表した。
マスケリンは1775年、シェハリオン山の形状の準備データとそれによる山の重心位置に関する最初の検討結果を王立協会の論文誌フィロソフィカル・トランザクションズで公表した。これはもしシェハリオン山と地球の平均密度が等しいならば変位角として 20.9" を得ることを期待させた。実際の変位角はその約半分であったので、地球の平均密度はシェハリオン山の平均密度の約2倍であることを予備公表できた。さらなる正確な値は詳細な調査過程を経た後となる。
マスケリンは、シェハリオン山は引力の存在を見せたが全ての山でも同様であり、ニュートンの逆2乗の法則が実証できたことを特記する機会を得た。この実験結果の重要性を認識した王立協会は1775年、マスケリンにコプリ・メダルを贈呈し、伝記作家アレクサンダー・シャルマーズ (en) は後に「ニュートン力学の確かさに疑う余地はない」と記している。

### 調査
調査チームの仕事は天候の厳しさによって阻害され、仕事の完了は1776年まで掛かった。シェハリオン山の体積を得るためには、山を垂直の三角柱の集合体に分割してそれぞれの体積を計算する必要があった。チャールズ・ハットンに委ねられたその三角形分割は重要な作業であり、そのため調査隊のメンバーは山の周辺から1,000以上の点に対して数千の三角柱データを得た。さらに、その三角柱の頂点は常に調査の結果の標高と一致するものではなかった。全てのデータを吟味するために、測定する体積間の間隔を数列として補間し、同じ高さの点をマークするというアイディアを得た。そのようにして、三角柱の高さを容易に計算することができただけではなく、その曲線によって地形の形状を直感的に知ることができるようになった。ハットンは、その後、地図を作成する際の一般的な手法となる等高線の考え方を発明した[d]。
| ハットンによる太陽系天体の密度 | ハットンによる太陽系天体の密度 | ハットンによる太陽系天体の密度 |
| 天体名称                       | 密度 [ kg·m−3 ]                | 密度 [ kg·m−3 ]                |
| 天体名称                       | 1778年ハットン                 | 現代の既知の値                 |
| ------------------------------ | ------------------------------ | ------------------------------ |
| 太陽                           | 1,100                          | 1,408                          |
| 水星                           | 9,200                          | 5,427                          |
| 金星                           | 5,800                          | 5,204                          |
| 地球                           | 4,500                          | 5,515                          |
| 月                             | 3,100                          | 3,340                          |
| 火星                           | 3,300                          | 3,934                          |
| 木星                           | 1,100                          | 1,326                          |
| 土星                           | 410                            | 687                            |

ハットンはその網目状の多数の三角柱のそれぞれについての引力を入念に計算する必要があった。その作業は彼が実験結果を含む100ページもの論文を1778年に王立協会に提出するまで、2年の月日を必要とした。ハットンは、もし地球とシェハリオン山の平均密度が等しかったならば、山の北側と南側の観測所において振り子の錘が地球から受ける引力 (en) は山から受ける引力の9 ,933 倍であることを見いだした。実際の振り子の変位角は 11.6" であり、それは地球上の緯度に対応する引力を考慮するとその比は 17,804:1 であることを意味し、彼は地球の平均密度が山の平均密度と比較して {\displaystyle {\tfrac {17,804}{9,933}}}、すなわちおよそ {\displaystyle {\tfrac {9}{5}}} の相対比を持つことを見いだした。ハットンによるこのようなシェハリオン山の調査作業は長期にわたったため、マスケリンの計算結果には大きな影響を与えなかった。ハットンはシェハリオン山の平均密度として 
2,500 kg・m−3 を得、地球の平均密度としてその {\displaystyle {\tfrac {9}{5}}}、すなわち 
4,500 kg・m−3 であると公表した。現在知られている地球の平均密度の公表値 
5,515 kg・m−3 に対して、そのハットンによる値は20%以下の誤差である。
地球の平均密度が地球の表面の岩石の平均密度を大幅に上回るということは、地球深部にさらに高密度の材質が存在する、ということを意味していた。ハットンは、その核を構成する物質は金属のようなものであり、それが 
10,000 kg・m−3 程度の密度を持つと推測した。彼はこの金属質の部分は地球の直径のおよそ65%を占めると推定した。ハットンは地球の平均密度の値によって、それまでは主要な太陽系天体の相対値のみで表現されていたジェローム・ラランドの惑星表でのいくつかの値を設定することができた。

## 実験の再現
| 地球密度の計測値の変遷                     | 地球密度の計測値の変遷 | 地球密度の計測値の変遷            |
| 計測・計算者                               | 計測値 [ kg·m−3 ]      | 正式公表値に対する 相対誤差 [ % ] |
| ------------------------------------------ | ---------------------- | --------------------------------- |
| 1778 マスケリン, ハットン                  | 4,500                  | -18.4 %                           |
| 1798 キャヴェンディッシュ                  | 5,480 ± 38             | -0.6±0.6 %                        |
| 1811 プレイフェア                          | 4,560〜4,870           | -17.3〜-11.7 %                    |
| 1821 キャヴェンディッシュ, Bailyによる訂正 | 5,448 ± 33             | -1.2±0.6 %                        |
| 1856 ジェームス                            | 5,300                  | -3.9 %                            |
| 2005 コンウェイによる再実験                | 7,500±1,900            | 36±34.4 %                         |
| 2007 現代分析手法による再計算              | 5,480±250              | -0.6±4.5 %                        |
| 現代の正式公表値                           | 5,515                  | N/A                               |

さらに直接的そして正確な地球の平均密度の測定はシェハリオンの実験の24年後であり、1798年、ヘンリー・キャヴェンディッシュは鉛球の質量間に働く相互作用を測定するために精巧で敏感なねじり天秤を用いていわゆるキャヴェンディッシュの実験を行った。キャヴェンディッシュによる地球密度の値 
5.448 ± 0.033 kg·m−3 は現代科学において用いられる値 ( 
5,515 kg·m−3) に対して約1%の誤差でありその測定精度は1世紀後の1895年のチャールズ・バーノン・ボーイズによる実験まで超えられなかった。キャヴェンディッシュが実験に対して払った注意とその正確さはその後、彼に多大な名声をもたらした。
ジョン・プレイフェア (en) は1811年、2回目のシェハリオン山の調査を実施し、岩盤層に関する再考に基づいて地球密度を 4,560〜
4,870 kg·m−3 と見積もったが、1821年にハットンから王立協会に提出された論文においてプレイフェアの結果は強く反論された。プレイフェアの計算値は現代で知られている値に近くなったが、それに先立つ13年前のヘンリー・キャヴェンディッシュによる計算値よりもまだ小さく、精度はかなり劣るものであった。

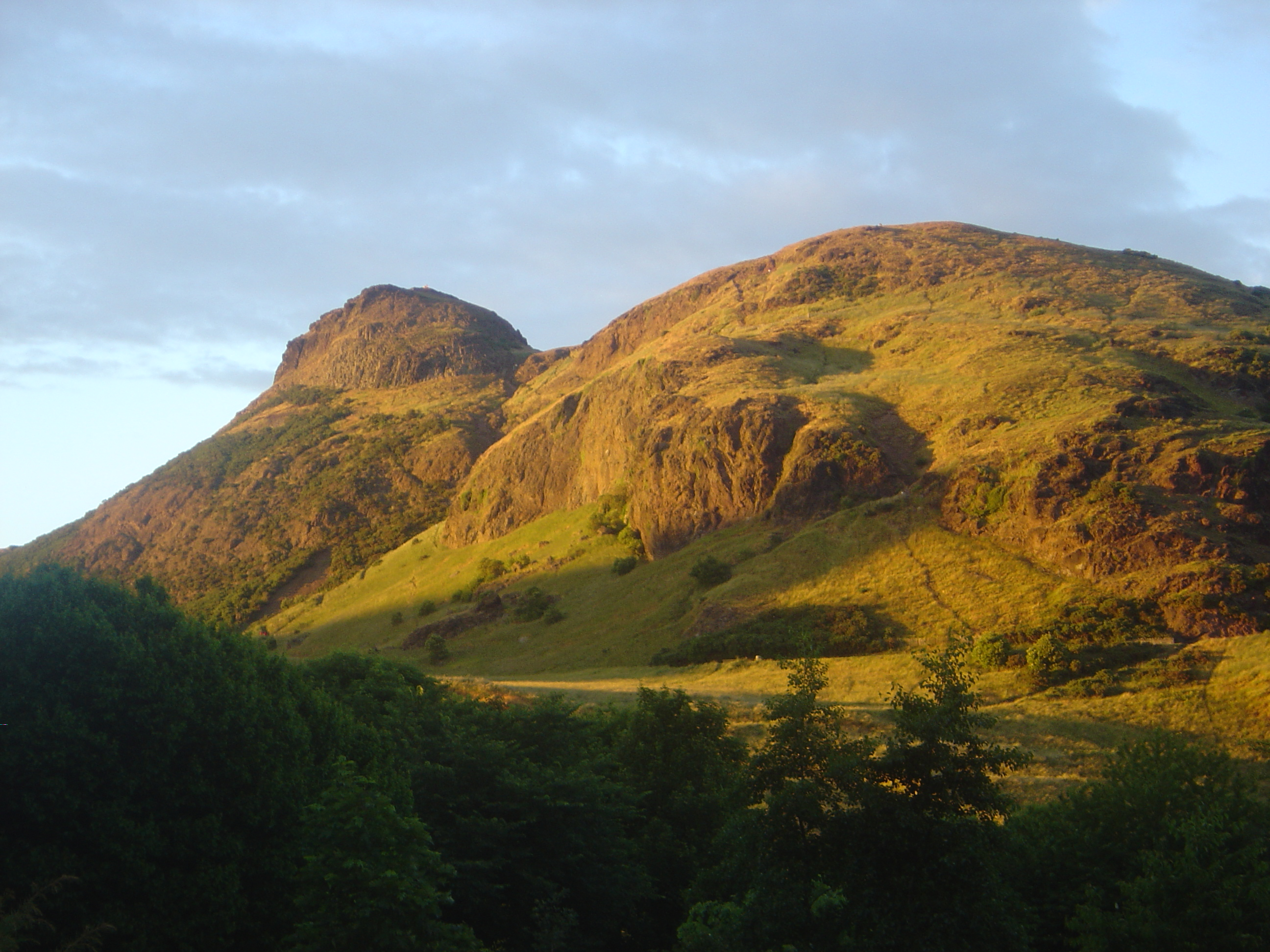
1856年のヘンリー・ジェームスの実験で用いられたアーサーの玉座

シェハリオンの実験はイギリス地形測量局 (en) の長官であるヘンリー・ジェームスにより1856年に追実験され、そこではシェハリオン山の代わりにエジンバラ中心部にあるアーサーの玉座 が用いられた。イギリス地形測量局でジェームスが持っていた人的・金銭的・資料的資源の利用により、すでに実施されていた半径 21 km にわたる地形調査をミッドロージアンとの境界あたりまで拡張した。彼はそこで地球の密度として約 
5,300 kg·m−3を得た。
1774年の実験の一変型として2005年に行われた実験では、振り子による天頂方向の局所的な変化を計算するのではなく、シェハリオン山の麓と頂上での振り子の周期を高精度比較するものである。振り子の周期は局所的な加速度 g の関数である。振り子の振動は標高に従ってゆっくりとなることが期待されるが、山の質量の存在がこの変化を減少させるはずである。この実験は1774年の実験の実施よりも原理的に簡単であるという特徴を持つが、期待される精度を得るためには振り子の周期を100万分の1以下の精度で計測する必要がある。この実験で得られた平均密度 
7,500±1,900 kg·m−3 [e] から、地球の質量として 
8.1±2.4×1024 kg を得た。
この地球物理学的データは現代のデータ分析手法によると1774年の実験チームがなし得なかった点に注意を払うことができる。半径 120km の数値標高モデルによると、かなり発達したシェハリオン山の地質学的特徴の知識と特にコンピュータの発達により2007年の報告では、本実験の結果に基づいて計算された地球の密度は 
5,480±250 kg·m−3 である。この値は現在知られている 
5,515 kg·m−3 という地球の密度と比較すると、マスケリンの天文観測の精度を証明するものである。

## 数学的手続き

シェハリオンの力学的関係図

変位角はかなり誇張されているが、右に掲げた力学的関係図 (en) を用いて考える。本解析は山の片側のみの引力を考慮することにより簡単化される。質量 m の振り子の錘は質量 MM、密度 ρM の山の重心 P から距離 d の位置にある。錘にかかる山による P 方向の引力 F と、その地球に向かう重力 W により、振り子のワイヤーは微小角 θ だけ変位する。W と F のベクトル和は振り子のワイヤーでの張力 T となる。ここで、地球は質量 ME、半径 rE、そし密度 ρE をもつ。
錘にかかる二つの引力はニュートンの万有引力の法則により与えられる。
{\displaystyle F={\frac {GmM_{M}}{d^{2}}},\quad W={\frac {GmM_{E}}{r_{E}^{2}}}}
ここに G は万有引力定数である。F と W の比をとることで G と m を消去することができる。
{\displaystyle {\frac {F}{W}}={\frac {(GmM_{M})/d^{2}}{(GmM_{E})/r_{E}^{2}}}={\frac {M_{M}}{M_{E}}}{\left({\frac {r_{E}}{d}}\right)}^{2}={\frac {\rho _{M}}{\rho _{E}}}{\frac {V_{M}}{V_{E}}}{\left({\frac {r_{E}}{d}}\right)}^{2}}
ここに VM と VE はそれぞれ、山と地球の体積である。統計的な均衡 (en) により、ワイヤーの張力 T の水平、垂直成分は二つの引力と変位角 θ で定められる。
{\displaystyle W=T\cos \theta ,\quad F=T\sin \theta }
上記2式から T を消去することにより次式を得る。
{\displaystyle \tan \theta ={\frac {F}{W}}={\frac {\rho _{M}}{\rho _{E}}}{\frac {V_{M}}{V_{E}}}{\left({\frac {r_{E}}{d}}\right)}^{2}}
VE, VM, d, rE は全て既知であるので θ を計測することにより、ρE : ρM の比が得られる。
{\displaystyle {\frac {\rho _{E}}{\rho _{M}}}={\frac {V_{M}r_{E}^{2}}{V_{E}d^{2}\tan \theta }}}